# 포리호의 반란
포리호의 반란은 한국에서 제작된 김종훈 감독의 1964년 영화이다. 황해 등이 주연으로 출연하였고 정병준 등이 제작에 참여하였다.

## 출연

### 주연
- 황해
- 이향
- 김혜정

## 제작진
- 조명: 김연
- 미술: 홍성칠